# Stenodeza foestiva
Stenodeza foestiva är en spindelart som beskrevs av Mello-Leitao 1944. Stenodeza foestiva ingår i släktet Stenodeza och familjen hoppspindlar. Inga underarter finns listade i Catalogue of Life.